# Fernando Rueda
Fernando Rueda est un pilote de rallye espagnol.

## Biographie
Il a remporté en 2003 les trois rallyes du Zimbabwe, de Zambie, et du Ruanda (avec Martin Botha pour copilote, sur Mitsubishi Lancer Evo VI), devenant ainsi Champion d'Afrique des Rallyes, onze ans après l'italien Aldo Riva, dernier européen  vainqueur auparavant de ce championnat. Il a aussi terminé premier en ARC (uniquement) du rallye d'Afrique du Sud en 2003.